# Erich Geiger
Erich Geiger (* 12. Januar 1924 in Karlsruhe; † 24. September 2008 in Dresden) war ein deutscher Regisseur, Bühnenautor und Autor.

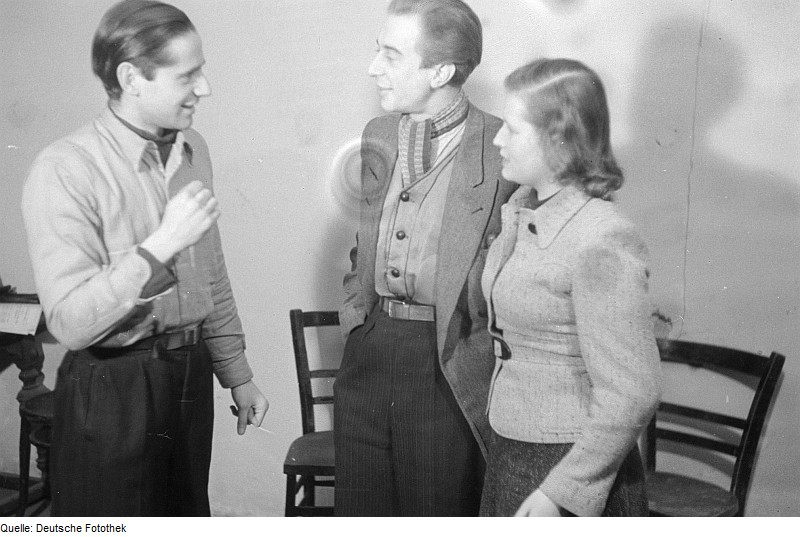
Erich Geiger (links) 1947 während einer Probe mit der Jugendbühne im Theater am Schiffbauerdamm

## Leben
Geiger kam als Sohn des Dermatologen Alois Geiger (1893–1965) in Karlsruhe zur Welt. Er studierte ab 1942 an der Karlsruher Musikhochschule Klavier und sammelte erste Erfahrungen als Korrepetitor am  Badischen Staatstheater Karlsruhe. 1945 ging er nach Heidelberg, wo er als Regieassistent für Gustav Hartung arbeitete.
Ab August 1946 bis Juli 1949 wirkte Geiger am Berliner „Theater am Schiffbauerdamm“. Dort inszenierte er als deutsche Erstaufführung das Stück „Die Rassen“ von Ferdinand Bruckner. Im Oktober 1949 gründete er das „Experimentiertheater“ in Westberlin, dessen Leitung er übernahm.
Ab Januar 1950 übernahm Geiger die Oberspielleitung am „Metropoltheater“ Berlin. 1950 erlebte seine Operette „Sterne, Geld und Vagabunden“ mit einer Musik von Herbert Kawan (1903–1969) ihre Uraufführung an der Staatsoperette Dresden.
1951 wurde er Chefdramaturg und Spielleiter an der Komischen Oper Berlin unter Walter Felsenstein. Es folgten Inszenierungen an verschiedensten Theater, u. a. an der Oper Leipzig und dem Opernhaus Halle. 1955 übernahm der die Oberspielleitung an der  Sächsischen Staatsoper Dresden, die er bis 1965 ausübte. Dort inszenierte er zahlreiche Opern. 1962 brachte er sein Musical "Bei Mirandolina" mit einer Musik von Herbert Kawan in Dresden zur Uraufführung.
Seine Inszenierungen zeichneten sich durch politische Unangepasstheit aus, was dazu führte, dass Geiger beim DDR-Fernsehen Hausverbot erhielt. Nach einer Reise zu der Beerdigung seiner in Westdeutschland lebenden Eltern, die bei einem Unfall ums Leben gekommen waren, verweigerte man ihm die Wiedereinreise.
1967 inszenierte er an den Städtischen Bühnen Münster die Uraufführung von Benjamin Brittens „Gloriana“  mit Martha Mödl in der Hauptrolle. Neben seiner Tätigkeit am Theater inszenierte er mehrere Opern für das Fernsehen, u. a. Carmen und La Bohème.
Er verfasste mehrere Bühnenstücke und legte zahlreiche deutsche Übersetzungen und Bearbeitungen von italienischen Opern vor. In den 1980er Jahren betrieb er eine Tierpension und brachte dazu mehrere Ratgeber heraus.
1995 verlegte er seinen Wohnsitz wieder nach Dresden und wurde dort Vorsitzender der Dresdner Seniorenakademie, deren Theatergruppe er von 1998 bis 2002 leitete. 1998 wurde er Präsident der Dresdner Seniorenakademie Wissenschaft und Kunst.

## Auszeichnungen
Er erhielt 1999 die Ehrenmedaille der TU Dresden. Im Jahr 2000 wurde er von Kurt Biedenkopf mit dem Verdienstorden des  Freistaates Sachsen ausgezeichnet.

## Werke (Auswahl)
- Sterne, Geld und Vagabunden, Musik unter Verwendung italienischer Volksmelodien. Operette in 2 Akten (Musik H.Kawan), Dresden 1957
- Bei Mirandolina. Ein Musical in drei Akten frei nach Goldonis Lustspiel (Musik H. Kawan), Dresden 1962
- Der Terrorist – Ein Schauspiel, 1976
- Das ist zum Wiehern. Mit Pferde Tierzeichen, als wären sie Menschen, Glöss-Verlag, 1981, ISBN 3872610341
- Sonderangebot Traumhaus. Heiteres über die Tücken des Objekts beim Hauskauf, Glöss-Verlag, 1982, ISBN 3872610368
- Braucht ihr Hund einen Psychiater? Ratgeber für Hundeliebhaber, Verlag Rasch und Röhring, ISBN 3891364717

## Filmografie
- 1955: La Bohème
- 1956: Gianni Schicci
- 1957: Carmen

## Theater (Regie)
- 1947: Rolf Ellermann: Der Strohhalm (Theater am Schiffbauerdamm Berlin)
- 1948: Ferdinand Bruckner: Die Rassen (Theater am Schiffbauerdamm Berlin)
- 1950: Georges Neveux: Klage gegen Unbekannt (Haus am Waldsee Berlin)
- 1952: Giacomo Puccini: La Bohème (Komische Oper Berlin)